# True (album của Avicii)
True (cách điệu như TRUE) là album phòng thu đầu tay của DJ Thụy Điển Avicii. Nó được phát hành vào 13 tháng 9 năm 2013 thông qua PRMD Music / Universal Island và chi nhánh của Universal Music của nó. True có sự hợp tác với nghệ sĩ guitar và nhà sản xuất người Mỹ Nile Rodgers, nhạc sĩ nhạc đồng quê Mac Davis, Mike Einziger của ban nhạc rock Mỹ Incubus, ca sĩ nhạc Soul Mỹ Aloe Blacc, ca sĩ và nhạc sĩ Dan Tyminski của ban nhạc bluegrass Alison Krauss and Union Station,ca sĩ và nhạc sĩ Sterling Fox, và ca sĩ và nhạc sĩ người Mỹ Adam Lambert.
Album đã thành công về mặt thương mại, cao nhất thuộc về top mười của ít nhất mười quốc gia, bao gồm cả vị trí số hai ở Vương quốc Anh.

## Danh sách bài hát
| True – CD / Tải nhạc số | True – CD / Tải nhạc số | True – CD / Tải nhạc số                                                    | True – CD / Tải nhạc số            | True – CD / Tải nhạc số |
| STT                     | Nhan đề                 | Sáng tác                                                                   | Producer(s)                        | Thời lượng              |
| ----------------------- | ----------------------- | -------------------------------------------------------------------------- | ---------------------------------- | ----------------------- |
| 1.                      | "Wake Me Up"            | Tim Bergling Ash Pournouri Aloe Blacc Mike Einziger                        | Bergling Pournouri [a]             | 4:09                    |
| 2.                      | "You Make Me"           | Bergling Pournouri Salem Al Fakir Vincent Pontare                          | Bergling Pournouri [a]             | 3:53                    |
| 3.                      | "Hey Brother"           | Bergling Pournouri Fakir Pontare                                           | Bergling Pournouri [a]             | 4:14                    |
| 4.                      | "Addicted To You"       | Bergling Pournouri Mac Davis Josh Krajcik                                  | Bergling Pournouri [a]             | 2:28                    |
| 5.                      | "Dear Boy"              | Bergling Pournouri Jonas Knutsson Karen Marie Ørsted                       | Bergling Pournouri [a]             | 7:59                    |
| 6.                      | "Liar Liar"             | Bergling Pournouri Bruce Driscoll Erica Driscoll Blacc Einziger Peter Dyer | Bergling Pournouri [a]             | 3:58                    |
| 7.                      | "Shame on Me"           | Bergling Pournouri Sterling Fox Peter Dyer Audra Mae                       | Bergling Pournouri [a]             | 4:13                    |
| 8.                      | "Lay Me Down"           | Bergling Pournouri Nile Rodgers Adam Lambert                               | Bergling Rodgers [a] Pournouri [a] | 5:00                    |
| 9.                      | "Hope There's Someone"  | Antony Hegarty                                                             | Bergling Pournouri [a]             | 6:21                    |
| 10.                     | "Heart Upon My Sleeve"  | Bergling Pournouri                                                         | Bergling Pournouri [a]             | 4:40                    |
| Tổng thời lượng:        | Tổng thời lượng:        | Tổng thời lượng:                                                           | Tổng thời lượng:                   | 48:26                   |

| True – Europe Amazon MP3 bonus track | True – Europe Amazon MP3 bonus track | True – Europe Amazon MP3 bonus track |
| STT                                  | Nhan đề                              | Thời lượng                           |
| ------------------------------------ | ------------------------------------ | ------------------------------------ |
| 11.                                  | "Always on the Run"                  | 4:55                                 |
| Tổng thời lượng:                     | Tổng thời lượng:                     | 53:21                                |

| True – iTunes/UK CD bonus tracks | True – iTunes/UK CD bonus tracks | True – iTunes/UK CD bonus tracks         | True – iTunes/UK CD bonus tracks |
| STT                              | Nhan đề                          | Sáng tác                                 | Thời lượng                       |
| -------------------------------- | -------------------------------- | ---------------------------------------- | -------------------------------- |
| 11.                              | "Long Road to Hell"              | Bergling Pournouri Audra Mae Alex Seaver | 3:42                             |
| 12.                              | "Edom"                           | Bergling Pournouri                       | 8:15                             |
| Tổng thời lượng:                 | Tổng thời lượng:                 | Tổng thời lượng:                         | 60:23                            |

| True – Spotify bonus tracks | True – Spotify bonus tracks | True – Spotify bonus tracks | True – Spotify bonus tracks |
| STT                         | Nhan đề                     | Sáng tác                    | Thời lượng                  |
| --------------------------- | --------------------------- | --------------------------- | --------------------------- |
| 11.                         | "Canyons"                   | Bergling Pournouri          | 7:32                        |
| 12.                         | "All You Need Is Love"      | Bergling Pournouri          | 6:22                        |
| Tổng thời lượng:            | Tổng thời lượng:            | Tổng thời lượng:            | 62:20                       |

Notes
- ^[a]  signifies co-producer

## Bảng xếp hạng
| BXH (2013)                               | Vị trí cao nhất |
| ---------------------------------------- | --------------- |
| Album Úc (ARIA)                          | 2               |
| Album Áo (Ö3 Austria)                    | 3               |
| Album Bỉ (Ultratop Vlaanderen)           | 5               |
| Album Bỉ (Ultratop Wallonie)             | 9               |
| Album Canada (Billboard)                 | 2               |
| Album Cộng hòa Séc (ČNS IFPI)            | 35              |
| Album Đan Mạch (Hitlisten)               | 1               |
| Album Hà Lan (Album Top 100)             | 4               |
| Album Phần Lan (Suomen virallinen lista) | 8               |
| Album Pháp (SNEP)                        | 8               |
| Album Đức (Offizielle Top 100)           | 5               |
| Album Hungaria (MAHASZ)                  | 14              |
| Album Ireland (IRMA)                     | 4               |
| Album Ý (FIMI)                           | 4               |
| Nhật Bản (Oricon)                        | 13              |
| Album New Zealand (RMNZ)                 | 6               |
| Album Na Uy (VG-lista)                   | 1               |
| Album Ba Lan (ZPAV)                      | 46              |
| Album Bồ Đào Nha (AFP)                   | 10              |
| Album Tây Ban Nha (PROMUSICAE)           | 12              |
| Album Thụy Điển (Sverigetopplistan)      | 1               |
| Album Thụy Sĩ (Schweizer Hitparade)      | 2               |
| Album Anh Quốc (OCC)                     | 2               |
| Album Hoa Kỳ Billboard 200               | 5               |

## Lịch sử phát hành
| Nhước          | Ngày                | Định dạng                         | Nhãn                          |
| -------------- | ------------------- | --------------------------------- | ----------------------------- |
| Pháp           | 13 Tháng 9 2013     | Tải nhạc số                       | Capitol Music France          |
| Đức            | 13 Tháng 9 2013     | CD [ 33 ] digital download [ 5 ]  | Polydor Music Universal Music |
| Thụy Điển      | 13 Tháng 9 2013     | CD [ 34 ] digital download        | Universal Music               |
| Na Uy          | 13 Tháng 9 2013     | CD [ 35 ] digital download [ 36 ] | Universal Music               |
| Tây Ban Nha    | 13 Tháng 9 2013     | Digital download                  | Universal Music               |
| Pháp           | 16 tháng 9 năm 2013 | CD                                | Capitol Music France          |
| Vương quốc Anh | 16 tháng 9 năm 2013 | CD [ 38 ] digital download [ 39 ] | Positiva Virgin EMI           |
| Mỹ Philippines | 17 Tháng 9 2013     | CD [ 40 ] digital download [ 3 ]  | PRMD Music Universal Island   |